# S Волопаса
S Волопаса (лат. S Boötis), HD 126289 — двойная звезда в созвездии Волопаса на расстоянии (вычисленном из значения параллакса) приблизительно 8445 световых лет (около 2589 парсеков) от Солнца. Видимая звёздная величина звезды — от +14m до +7,4m.

## Характеристики
Первый компонент — красный гигант, пульсирующая переменная звезда, мирида (M) спектрального класса M3e-M6e, или M4e, или M5,5e, или M8, или Md. Масса — около 1,212 солнечной, радиус — около 729,006 солнечных, светимость — около 1295,17 солнечных. Эффективная температура — около 3298 K.
Второй компонент — красный карлик спектрального класса M. Масса — около 336,79 юпитерианских (0,3215 солнечной). Удалён на 1,595 а.е..